# Arethaea sellata
Arethaea sellata är en insektsart som beskrevs av Rehn, J.A.G. 1907. Arethaea sellata ingår i släktet Arethaea och familjen vårtbitare. Inga underarter finns listade i Catalogue of Life.